# Fægtning under sommer-OL 2020
Fægtning under Sommer-OL 2020 blev afviklet i Makuhari Messe Hall B, som ligger i Tokyo Bay zonen fra 25. juli – 2. august.

## Turneringsformat
I hver af de seks individuelle konkurrencer (begge køn) er der ca. 34 fægtere (fleuret, kårde og sabel). Konkurrencerne bliver afviklet som cup-system og medaljerne bliver afgjort i en finale og en kamp om bronzemedaljerne. Der fægtes i hver kamp til den ene fægter har fået 15 touché (træffere) ind hos modstanderen. I de seks holdkonkurrencer, med otte hold, fægtes efter samme system, dog lægges de tre fægtere resultater sammen og det vindende hold er det med flest opnåede touché.

## Medaljefordeling

### Medaljetabel
| Placering | Land           | Guld | Sølv | Bronze | Total |
| --------- | -------------- | ---- | ---- | ------ | ----- |
| 1         | ROC            | 3    | 4    | 1      | 8     |
| 2         | Frankrig (FRA) | 2    | 2    | 1      | 5     |
| 3         | Sydkorea (KOR) | 1    | 1    | 3      | 5     |
| 4         | Ungarn (HUN)   | 1    | 1    | 1      | 3     |
| 5         | Estland (EST)  | 1    | 0    | 1      | 2     |
| 5         | USA (USA)      | 1    | 0    | 1      | 2     |
| 7         | Kina (CHN)     | 1    | 0    | 0      | 1     |
| 7         | Hongkong (HKG) | 1    | 0    | 0      | 1     |
| 7         | Japan (JPN)    | 1    | 0    | 0      | 1     |
| 8         | Italien (ITA)  | 0    | 3    | 2      | 5     |
| 9         | Rumænien (ROM) | 0    | 1    | 0      | 1     |
| 10        | Tjekkiet (CZE) | 0    | 0    | 1      | 1     |
| 10        | Ukraine (UKR)  | 0    | 0    | 1      | 1     |
| Total     | Total          | 12   | 12   | 12     | 36    |

### Mænd
| Medaljetagere       | Medaljetagere                                                                    | Medaljetagere                                                         | Medaljetagere                                                                 |
| ------------------- | -------------------------------------------------------------------------------- | --------------------------------------------------------------------- | ----------------------------------------------------------------------------- |
| Disciplin           | Guld                                                                             | Sølv                                                                  | Bronze                                                                        |
| Kårde individuelt   | Romain Cannone · Frankrig                                                        | Gergely Siklósi · Ungarn                                              | Ihor Reizlin · Ukraine                                                        |
| Kårde hold          | Japan (JPN) · Koki Kano · Kazuyasu Minobe · Masaru Yamada · Satoru Uyama         | ROC Sergey Bida Sergey Khodos Pavel Sukhov Nikita Glazkov             | Sydkorea (KOR) · Park Sang-young · Ma Se-geon · Song Jae-ho · Kweon Young-jun |
| Fleuret individuelt | Cheung Ka-long · Hongkong                                                        | Daniele Garozzo · Italien                                             | Alexander Choupenitch · Tjekkiet                                              |
| Fleuret hold        | Frankrig (FRA) · Enzo Lefort · Erwann Le Péchoux · Julien Mertine · Maxime Pauty | ROC Anton Borodachev Kirill Borodachev Vladislav Mylnikov Timur Safin | USA (USA) · Race Imboden · Nick Itkin · Alexander Massialas · Gerek Meinhardt |
| Sabel individuelt   | Áron Szilágyi · Ungarn                                                           | Luigi Samele · Italien                                                | Kim Jung-hwan · Sydkorea                                                      |
| Sabel hold          | Sydkorea · Oh Sang-uk · Kim Jun-ho · Kim Jung-hwan · Gu Bon-gil                  | Italien · Luca Curatoli · Luigi Samele · Enrico Berrè · Aldo Montano  | Ungarn · Áron Szilágyi · András Szatmári · Tamás Decsi · Csanád Gémesi        |

### Damer
| Medaljetagere       | Medaljetagere                                                                  | Medaljetagere                                                                    | Medaljetagere                                                                    |
| ------------------- | ------------------------------------------------------------------------------ | -------------------------------------------------------------------------------- | -------------------------------------------------------------------------------- |
| Disciplin           | Guld                                                                           | Sølv                                                                             | Bronze                                                                           |
| Kårde individuelt   | Sun Yiwen · Kina                                                               | Ana Maria Popescu · Rumænien                                                     | Katrina Lehis · Estland                                                          |
| Kårde hold          | Estland · Julia Beljajeva · Irina Embrich · Erika Kirpu · Katrina Lehis        | Sydkorea · Choi In-jeong · Kang Young-mi · Lee Hye-in · Song Se-ra               | Italien · Rossella Fiamingo · Federica Isola · Mara Navarria · Alberta Santuccio |
| Fleuret individuelt | Lee Kiefer · USA                                                               | Inna Deriglazova ROC                                                             | Larisa Korobeynikova ROC                                                         |
| Florett lag         | ROC Inna Deriglazova Larisa Korobeynikova Marta Martyanova Adelina Zagidullina | Frankrig · Anita Blaze · Astrid Guyart · Pauline Ranvier · Ysaora Thibus         | Italien · Martina Batini · Erica Cipressa · Arianna Errigo · Alice Volpi         |
| Sabel individuelt   | Sofia Pozdniakova ROC                                                          | Sofya Velikaya ROC                                                               | Manon Brunet · Frankrig                                                          |
| Sabel hold          | ROC Olga Nikitina Sofia Pozdniakova Sofya Velikaya                             | Frankrig (FRA) · Sara Balzer · Cécilia Berder · Manon Brunet · Charlotte Lembach | Sydkorea (KOR) · Kim Ji-yeon · Yoon Ji-su · Seo Ji-yeon · Choi Soo-yeon          |